# Euselasia euryone
Euselasia euryone is een vlindersoort uit de familie van de prachtvlinders (Riodinidae), onderfamilie Euselasiinae.
Euselasia euryone werd in 1856 beschreven door Hewitson.